# 蘇尤帕里納山
蘇尤帕里納山（Suyuparina）是秘魯的山峰，位於該國東南部庫斯科大區，由坎奇斯省的皮圖馬卡區負責管轄，屬於韋爾卡努塔山脈的一部分，海拔高度約5,400米。